# اچ‌ام‌اس ام۲۵
اچ‌ام‌اس ام۲۵ (به انگلیسی: HMS M25) یک کشتی بود که طول آن ۱۷۷ فوت ۳ اینچ (۵۴٫۰۳ متر) بود. این کشتی در سال ۱۹۱۵ ساخته شد.